# Final Fantasy Airborne Brigade
Final Fantasy Airborne Brigade (ファイナルファンタジー ブリゲイド, Final Fantasy Brigade) est un jeu vidéo de rôle développé par Square Enix 1st Production Department et édité par Square Enix, sorti en 2012 sur iOS, Android et téléphone mobile.

## Accueil

### Critique
- Gamezebo : 3,5/5[1]

### Ventes
Le jeu a été téléchargé a plus de 2,5 millions d'exemplaires,.